# Metacapnodium crassum
Metacapnodium crassum är en svampart som först beskrevs av Narcisse Theophile Patouillard, och fick sitt nu gällande namn av S. Hughes 1981. Metacapnodium crassum ingår i släktet Metacapnodium och familjen Metacapnodiaceae.   Inga underarter finns listade i Catalogue of Life.